# Eucoelium orientalis
Eucoelium orientalis är en sjöpungsart som först beskrevs av Kott 1990.  Eucoelium orientalis ingår i släktet Eucoelium och familjen Polycitoridae. Inga underarter finns listade i Catalogue of Life.